# Chris Livingston
Christopher «Chris» Livingston (Akron, Ohio, 15 de octubre de 2003) es un baloncestista estadounidense que pertenece a la plantilla de los Milwaukee Bucks de la NBA, asignado a su filial en la G League, los Wisconsin Herd. Con 1,98 metros de estatura, juega en la posición de alero o de ala-pívot.

## Trayectoria deportiva

### Universidad
Tras disputar en su etapa de instituto los prestigiosos Jordan Brand Classic y McDonald's All-American, jugó una temporada con los Wildcats de la Universidad de Kentucky, en la que promedió 6,3 puntos y 4,2 rebotes por partido. Fue incluido en el mejor quinteto freshman de la Southeastern Conference.

#### Estadísticas
| Año     | Equipo   | PJ | PT | MPP  | %TC  | %3P  | %TL  | RPP | APP | ROB | TPP | PPP |
| ------- | -------- | -- | -- | ---- | ---- | ---- | ---- | --- | --- | --- | --- | --- |
| 2022–23 | Kentucky | 34 | 26 | 22.4 | .429 | .305 | .722 | 4.2 | .7  | .4  | .4  | 6.3 |

### Profesional
Fue elegido en la quincuagésimo octava posición del Draft de la NBA de 2023 por los Milwaukee Bucks, con los que el día 8 de julio firmó un contrato multianual.

## Estadísticas de su carrera en la NBA

### Temporada regular
| Año     | Equipo    | PJ | PT | MPP | %TC  | %3P  | %TL  | RPP | APP | ROB | TPP | PPP |
| ------- | --------- | -- | -- | --- | ---- | ---- | ---- | --- | --- | --- | --- | --- |
| 2023-24 | Milwaukee | 21 | 0  | 4.3 | .500 | .200 | .750 | 1.0 | .2  | .1  | .0  | 1.2 |
| 2024-25 | Milwaukee | 21 | 1  | 5.0 | .333 | .000 | .750 | 1.7 | .2  | .2  | .0  | 1.4 |
| Total   | Total     | 42 | 1  | 4.7 | .408 | .077 | .750 | 1.3 | .2  | .2  | .0  | 1.3 |

### Playoffs
| Año   | Equipo    | PJ | PT | MPP | %TC   | %3P | %TL  | RPP | APP | ROB | TPP | PPP |
| ----- | --------- | -- | -- | --- | ----- | --- | ---- | --- | --- | --- | --- | --- |
| 2024  | Milwaukee | 2  | 0  | 3.1 | 1.000 | —   | .000 | .0  | .0  | .0  | .0  | 1.0 |
| Total | Total     | 2  | 0  | 3.1 | 1.000 | —   | .000 | .0  | .0  | .0  | .0  | 1.0 |